# Pomme
Format:Infobox Biographie2
Claire Pommet (n. 2 august 1996, Décines-Charpieu, Rhône-Alpes, Franța), cu numele de scenă Pomme, este o cantautoare, muziciană și actriță franceză.
Și-a lansat EP-ul de debut En cavale în 2016, iar un an mai târziu albumul de debut À peu près.
În 2020, albumul său Les Failles⁠(d) a fost desemnat „albumul-descoperirea anului” la ceremonia de premii Victoires de la musique⁠(d). În anul următor, a fost recunoscută drept cea mai bună interpretă la aceleași premii muzicale.
În august 2022, a lansat un al treilea album, intitulat Consolation⁠(d), iar în 2024 cel de-al patrulea album, intitulat Saisons⁠(d).

## Biografie

### Tinerețe
Claire Isabelle Geo Pommet s-a născut la Décines-Charpieu și a copilărit la Caluire-et-Cuire, o comună franceză din zona metropolitană Lyon. Aici a frecventat școala „Pierre et Marie Curie”.
A studiat teoria muzicală de la vârsta de șase ani. Când avea șapte ani s-a alăturat corului de copii și adolescenți „La Cigale de Lyon”, iar la opt ani a descoperit violoncelul. Mama sa, o femeie foarte pioasă de meserie învățătoare, cântă la flaut traversier. Tatăl său, de profesie dezvoltator imobiliar, este un meloman amator al operei lui Michel Polnareff⁠(d), Serge Reggiani și Charles Aznavour. Tatăl unui prieten de-al lui Claire a adus-o în lumea muzicii folk (Joan Baez și Joni Mitchell) și a muzicii country americane.
Claire a făcut școala medie la Lyon, la complexul școlar Saint-Exupéry, un „Cité scolaire⁠(d)” din cartierul Croix-Rousse⁠(d).
În această perioadă, a cântat în baruri din Lyon și a lansat un CD în al doilea an de liceu. Parțial autodidactă, ea a publicat videoclipuri pe platforma web YouTube.

### Carieră

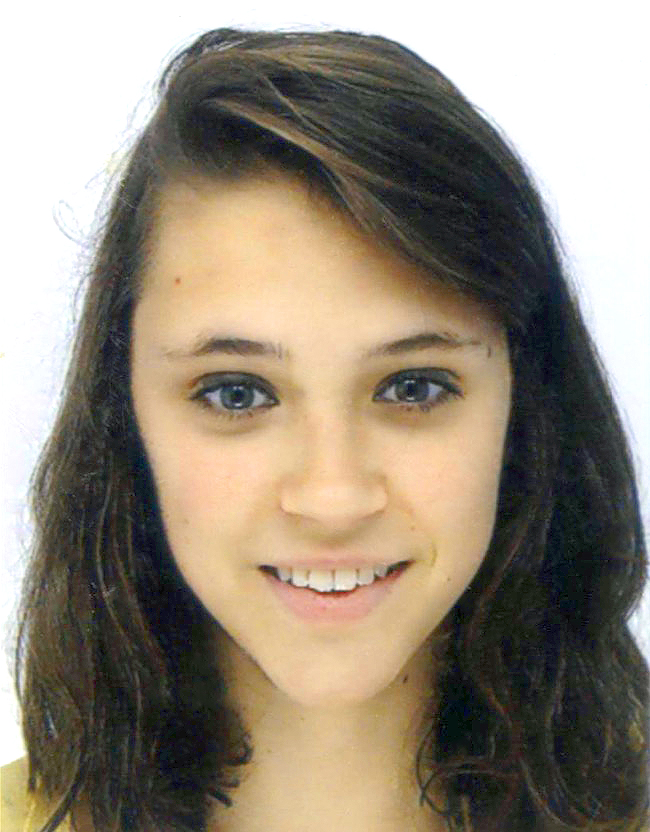
Pomme în 2012

La 12 iulie 2012, cu puțin timp înainte de a împlini șaisprezece ani, cu permisiunea mamei sale s-a înregistrat în rândurile Societății autorilor, compozitorilor și editorilor de muzică Sacem⁠(d) ca textieră și compozitoare.
În 2013, a înregistrat piesa Okay în duet cu cântărețul Matthieu Mendès și a filmat primul ei videoclip.
La nouăsprezece ani, Pomme a călătorit la Quebec, apoi s-a mutat la Paris pentru a-și continua studiile la facultatea de limba engleză, dar a renunțat la ele pentru a se dedica muzicii.
În 2016, a lansat un EP intitulat En cavale⁠(d), ceea ce i-a permis să evolueze în deschiderea spectacolului lui Benjamin Biolay⁠(d).
În septembrie 2017, la vârsta de douăzeci și unu de ani, a susținut pentru prima dată patru spectacole la Boule Noire⁠(d) din Paris. În octombrie, a lansat primul său album de chanson, intitulat À peu près⁠(d). Un album considerat a fi „între pop și folk” de criticul Salomé Rouzerol-Douglas de la Le Figaro, À peu près a fost lăudat drept „foarte încurajator” de Gilles Renault de la Libération⁠(d), în timp ce Marie-Catherine Mardi de la RFI a considerat că „versurile nu sunt foarte convingătoare” dar a apreciat pozitiv melodiile. Criticii au mai subliniat calitatea spectacolelor live, în special muzica la autoharpă și la chitară.
Pomme a cântat în primul concert al turneului lui Asaf Avidan⁠(d) în toamna anului 2017, pe scena principală a Olympia. În februarie 2018, a cântat la Café de la Danse⁠(d) din Paris, după ce participase la deschiderea concertelor lui Louane și Vianney, apoi a urcat pe scena de la La Cigale⁠(d) la mijlocul anului 2018 și cea de la Trianon⁠(d) la începutul anului 2019.
Melodiile pe care le scrie și le compune, care cuprind jumătate din repertoriul său, evocă adesea dragostea, moartea și „situațiile de zi cu zi pe care le transformă în romantism” (Le Figaro). În versurile sale, dragostea este uneori heterosexuală, alteori lesbiană; ea dedică în special o melodie viitoarei sale soții, cântăreața quebecoeză Safia Nolin⁠(d). Într-o convorbire cu Télérama⁠(d) ea explica următoarele: „Îmi asum homosexualitatea într-un mod foarte natural, de exemplu folosind prenume feminine în cântecele mele. Și cred că e un lucru important, dacă e să judecăm după numărul de mesaje de mulțumire pe care le primesc. În adolescență mi-ar fi plăcut și mie să mă pot identifica cu cântărețe lesbiene.”
În noiembrie 2019, Pomme a lansat al doilea album al său, Les Failles⁠(d), pentru care a scris toate melodiile și pe care l-a co-produs împreună cu Albin de la Simone⁠(d). Albumul a fost certificat cu aur la 18 septembrie 2020. În 2020, albumul a fost relansat cu titlul Les Failles cachées, incluzând patru melodii suplimentare față de prima versiune. În același an, a fost lansată o a treia versiune Les failles cachées (Halloween version), unde au mai fost adăugate trei piese, inclusiv una cu participarea lui Flavien Berger⁠(d).
În decembrie 2019, cântăreața Angèle le-a invitat pe Pomme și Safia Nolin⁠(d) să evolueze la un concert al său la Montreal; ele au interpretat On brûla, un cântec care denunță viziunea societății asupra homosexualității.
La ceremonia de premii muzicale Victoires de la Musique din 2020, Pomme a câștigat trofeul la categoria „albumul-descoperirea anului”. La 20 aprilie, ea a lansat un EP cu cinci piese în limba engleză, intitulat Quarantine Phone Sessions, pe care inițial plănuise să-l facă disponibil doar pe durata carantinei.
În februarie 2021, în contextul mișcării #MusicToo (denunțarea violenței sexuale în lumea muzicii, în conformitate cu mișcarea #MeToo), ea a publicat o postare pe blogul Mediapart⁠(d) intitulată „De unde sunt, am decis să spun niște lucruri”. Ea susține că a fost „manipulată, hărțuită moral și sexual” de la vârsta de cincisprezece până la șaptesprezece ani, adică atunci când a început să devină vedetă și să intre în industria muzicală. Ea a clarificat: „Venirea mea în industria muzicii a fost traumatizantă”. Muziciana a oferit câteva exemple de expresii care i-au fost adresate: „Fii mai mult sexy, mai puțin copilă”; „Trebuia să te fut”; „Să-ți iei cântecele mizerabile și să te cari, descurcă-te singură”. Aceasta ar fi „strategia unui număr înfricoșător de bărbați artiști, producători, muzicieni, cântăreți, directori de case de discuri, directori artistici ș.a.m.d.”
În 2021, Pomme a fost numită artista anului la Victoires de la Musique.
În iarna 2021-2022, a intrat în izolare în Quebec pentru a scrie al treilea album al său, Consolation⁠(d), care a fost lansat la 26 august 2022.
În mai 2022, a publicat un album pentru copii intitulat Sous les paupières, în colaborare cu Pauline de Tarragon (cunoscută sub pseudonimul Pi Ja Ma).
În toamna anului 2022, a jucat rolul principal în filmul La Vénus d'argent⁠(d) de Héléna Klotz⁠(d). În acest proiect nu și-a folosit numele de scenă.
În decembrie 2022, timp de două săptămâni, a fost prezentatoarea unei scurte emisiuni radiofonice la France Inter⁠(d), intitulată „Pomme & Co”, în care a prezentat cântece „100% feminine și uneori feministe” care au marcat-o și pe care le-a interpretat și solo la autoharpă.
În februarie 2023, a fost nominalizată la Victoires de la Musique⁠(d) la categoriile „artista anului” și „albumul anului” (Consolation). La 12 februarie 2023, a lansat (Lot 2) consolation, o reeditare a Consolation.
La 1 decembrie 2023, Pomme a lansat prima parte a Saisons, un album orchestral în colaborare cu Malvina Meinier (aranjament și dirijor), Flavien Berger⁠(d) și Aaron Dessner. Este prezentat ca un album conceptual, conceput ca o operă modernă în patru mișcări reprezentând cele patru anotimpuri și împărțit în două ediții: toamnă-iarnă și primăvară-vară. A doua parte a albumului a fost lansată la 22 martie 2024.
În mai 2024, cu puțin înainte de turneul său în SUA, Pomme a lansat cântecul „Weird”, inclus inițial pe EP-ul Quarantine Phone Sessions.
În același an, cântăreața a fost nominalizată la categoria „musicalul, turneul sau concertul anului” la Victoires de la musique și a lansat mai multe titluri în colaborare cu diverși artiști. Ea a apărut pe albume de Flavien Berger⁠(d), Zamdane⁠(d) și Waxx, precum și pe un album de cover-uri ale unor melodii de Michel Polnareff⁠(d). Ca parte a unui alt proiect de colaborare, Pomme a reinterpretat două melodii într-un duet cu Ichiko Aoba⁠(d). Astfel, a dezvăluit o versiune franceză a „Seabed Eden”, titlu original al cântăreței Ichiko Aoba, și o versiune japoneză a „Grandiose” de pe albumul său Les Failles.

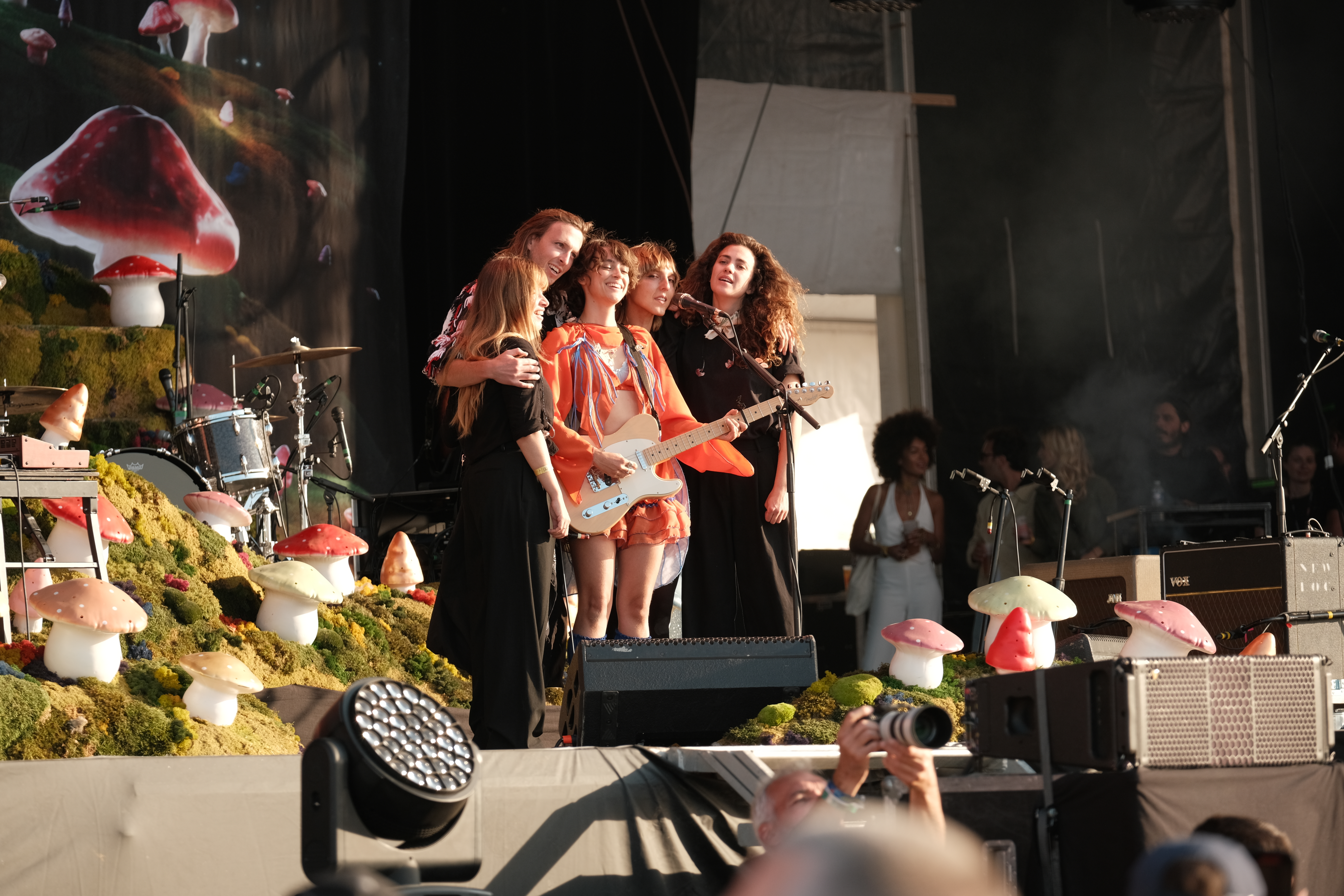
Pomme evoluând pe scena („Sărbătoarea umanității”) în 2024

În septembrie 2024, Pomme a susținut concertul final al turneului său „Consolation”, alcătuită din 150 de concerte. Cu această ocazie, a interpretat melodia „3e sexe” alături de Nicola Sirkis⁠(d) . Pomme l-a invitat pe scenă și pe rapperul Zamdane⁠(d) pentru cântecul „Le grand cirque”.
În noiembrie 2024, ca parte a serialului animat Arcane, a fost lansată o nouă melodie intitulată „Ma meilleure ennemie⁠(d)”, pe care Pomme a scris-o în colaborare cu și a cântat-o în duet cu Stromae.
În mai 2025, Pomme a lansat piesa „La Nuit”, pe care a scris-o și compus-o pentru filmul La Venue de l'avenir⁠(d) de Cédric Klapisch⁠(d), în care a și jucat.

### Viață privată
În timpul pandemiei de CPVID-19, Pomme s-a căsătorit cu partenera ei de mai mulți ani, cântăreața quebecoeză Safia Nolin⁠(d).

### Convingeri
Pomme este o lesbiană declarată. A spus că și-a dat seama destul de târziu, deoarece nu fusese informată despre aceste subiecte în cercul familial catolic. Ea susține comunitatea LGBT+ și lupta acesteia pentru drepturi, atât în textele sale, cât și în acțiunile sale. De asemenea, este dedicată ecologiei, antirasismului și feminismului.
La alegerile municipale din 2020, ea a publicat un videoclip în sprijinul partidului Europe Écologie Les Verts⁠(d) în orașul în care a copilărit, Caluire-et-Cuire.
În 2021, ea a anunțat că va dona toate veniturile obținute din „À perte de vue”, cântec care abordează dispariția delfinului alb, pentru a finanța cercetări asupra mamiferelor marine.
În vara anului 2023, în urma morții lui Nahel Merzouk, ucis de un ofițer de poliție, Pomme a semnat o rubrică împotriva rasismului și violenței poliției, publicată la 8 iulie. O săptămână mai târziu, ea a anunțat că va dona veniturile obținute în urma unuia dintre concertele sale familiilor victimelor violenței poliției.
Către sfârșitul anului 2023, ea a fost una dintre semnatarele contra-tribunei susținute de colectivul « Cerveaux non disponibles » („Creierele nu sunt disponibile”) în contextul alegațiilor de abuz sexual a lui Gérard Depardieu, ca reacție la un articol de susținere a actorului publicat în Le Figaro la 25 decembrie 2023.
În iulie 2024 ea a participat la un concert caritabil la La Cigale⁠(d), în Paris, în sprijinul ajutorului umanitar din Gaza. Proiectul, lansat de colectivul „Cultură pentru armistițiu”, avea scopul de a crește gradul de conștientizare cu privire la situația umanitară din enclava palestiniană și să strângă fonduri pentru ONG-ul „Medical Aid for Palestine”. De asemenea, ea este semnatară a unei petiții care solicită recunoașterea unui stat palestinian.
Ea critică poziția de extremă dreaptă a fostului ei idol artistic Kanye West, acuzat în mod regulat de antisemitism, și a refuzat să-i permită acestuia să folosească muzica ei în contextul albumului Bully.

## Discografie

### Albume
- 2017 - À peu près⁠(d)
- 2019 - Les Failles⁠(d)
- 2022 - Consolation⁠(d)
- 2024 - Saisons⁠(d)

### Reeditări
- 2018: À peu près (Deluxe)
- 2020: Les Failles cachées
- 2020: Les Failles cachées (Halloween version)
- 2023: (Lot 2) consolation

### EP-uri
- 2016: En cavale⁠(d)
- 2018: À peu près – Sessions montréalaises
- 2020: Les Failles cachées
- 2020: Quarantine Phone Sessions

### Single-uri
- 2015: J'suis pas dupe
- 2015: En cavale
- 2015: Sans toi
- 2015: Jane & John
- 2015: Je t'emmènerais bien
- 2015: Même robe qu'hier
- 2015: La Lavande
- 2015: De là-haut (Radio Remix)
- 2017: On brûlera
- 2017: Ceux qui rêvent
- 2018: Mon frère (Rough Version)
- 2019: 2019
- 2019: Je sais pas danser
- 2019: Anxiété
- 2020: Vide
- 2020: Les animaux sont nos amis
- 2021: Les Cours d'eau (remix)
- 2021: À perte de vue
- 2021: Itsumo Nando Demo (din coloana sonoră a filmului japonez Călătoria lui Chihiro)
- 2021: Nelly
- 2022: Tombeau
- 2022: Very Bad
- 2023: Un million
- 2023: Laissez-moi danser
- 2024: Ma meilleure ennemie⁠(d)
- 2025: La Nuit

### Albume și cântece în colaborare
- 2016: „Soleil brûlant” în albumul We Love Disney 3⁠(d) (din coloana sonoră a filmului Neînfricată)
- 2018: „Présence” în albumul Héritage - Hommage à Félix Leclerc⁠(d)
- 2018: „Debout les femmes” cu un colectiv de 39 de femei
- 2020: „Big Jet Plane⁠(d)” cu Angus Stone⁠(d) în albumul Songs for Australia
- 2020: „Ceux qui s'aiment” în albumul De Béart à Béart(s), album de omagiu pentru Guy Béart⁠(d)
- 2020: „Holidays” în albumul Souvenirs d'été de Deezer, cover a unui cântec de Michel Polnareff⁠(d)
- 2020: „The Park” în albumul Good Night Songs For Rebel Girls
- 2021: „La Petite Poule grise” în albumul Les Plus Belles Comptines d'Okoo (Volume 2)
- 2021: „Vers la lumière” în coloana sonoră a Princesse Dragon⁠(d)
- 2022: „Qu'est-ce qu'on fait de l'amour?” în coloana sonoră a Ernest et Célestine: Le Voyage en Charabie
- 2024: „Qui a tué grand'maman?” în albumul Il était une fois Polnareff[41]
- 2024: „Blue Turns Grey” cu Waxx în albumul Étincelle[40]
- 2024: „Ma meilleure ennemie” cu Stromae în coloana sonoră a sezonului 2 al serialului Arcane[61]

## Emisiuni radio
- 2022: „Pomme & Co” la France Inter⁠(d) – prezentatoare[32]

## Filmografie
- 2023: La Vénus d'argent⁠(d) de Héléna Klotz⁠(d): Jeanne Francœur
- 2025: La Venue de l'avenir⁠(d) de Cédric Klapisch⁠(d): Fleur

## Opere scrise
- Sous les paupières, cu Pauline de Tarragon[62]
- Les Failles, colecție de poezii (a publicat cu numele Claire Pommet)

## Premii și recunoaștere

### Premii câștigate
- Victoires de la musique⁠(d) 2020: „albumul-revelația anului” pentru Les Failles⁠(d)[63]
- Grand prix Sacem⁠(d) 2020: „Premiul Francis-Lemarque pentru revelație”
- Victoires de la musique 2021: „artista anului”[64]

### Nominalizări
- Victoires de la musique 2023: „artista anului” și „albumul anului” pentru Consolation⁠(d)
- Victoires de la musique 2024: „musicalul, turneul sau concertul anului” pentru „Consolation Tour”